# 허프포스트 라이브

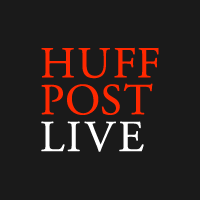
로고

허프포스트 라이브(HuffPost Live)는 허핑턴 포스트에 의해 운영되는 스트리밍 서비스이다. 2012년 8월 13일 서비스를 시작하였다.